# Tullakrok

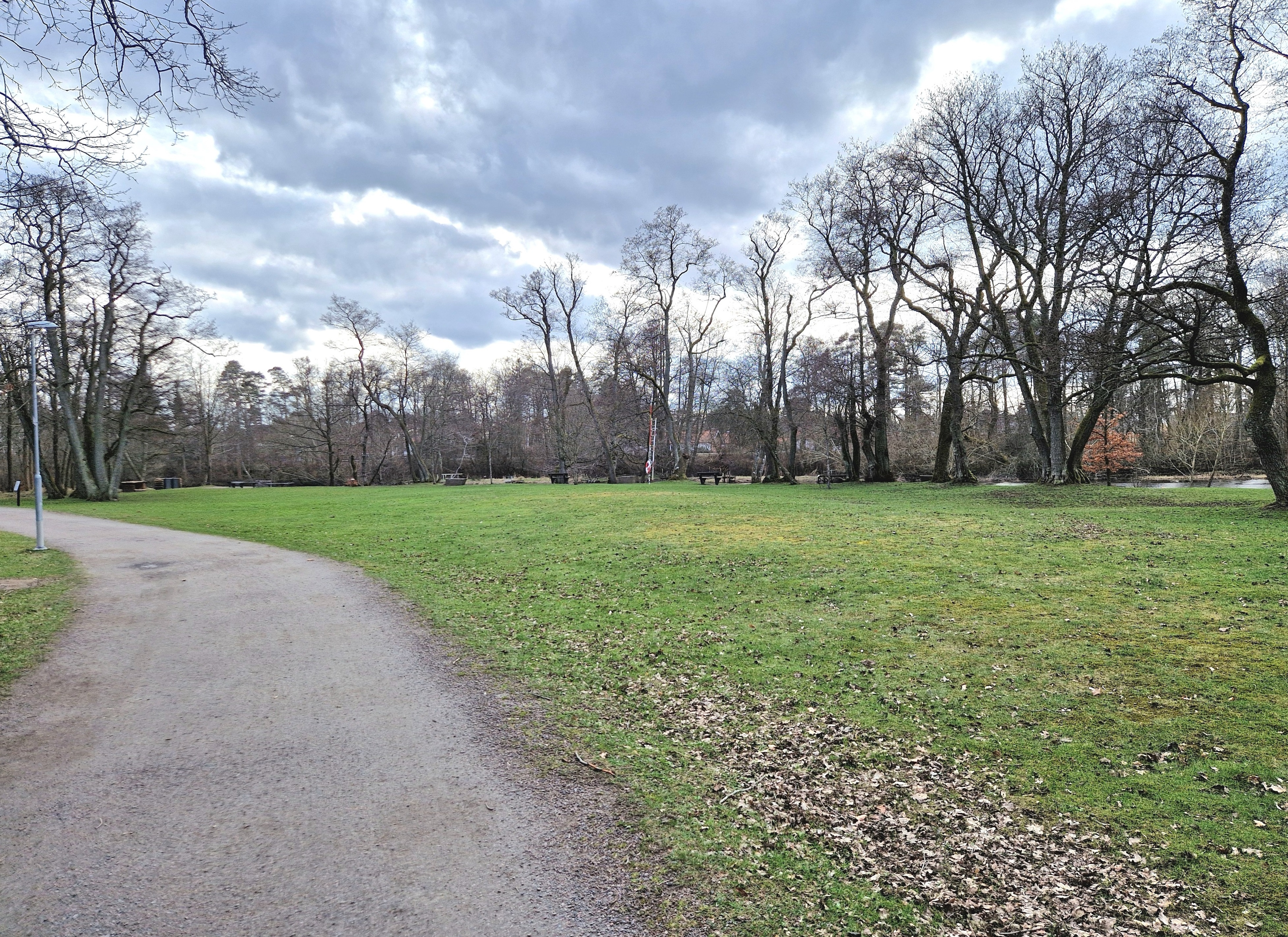
Tullakrok i Ängelholm den 26 mars 2024.

Tullakrok är en äng mellan Hembygdsparken och Rönne å i Ängelholm. Under 1900-talets början var Tullakrok en populär badplats och från 1912 till 1950-talet fanns det en dansbana på ängen. Platsen är dock mest känd för den musikfestival som hölls där årligen mellan 1975 till 2008.

## Musikfestivalen Tullakrok
Musikfestivalen Tullakrok var en tvådagars musikfestival som arrangerades varje år av Engelholms Musikforum (EMF), grundat 1974. Den första musikfestivalen gick enbart under namnet "Musikfest" och hölls på Höja idrottsplats i Ängelholm den 20 juni 1973. Någon musikfestival hölls inte under 1974 utan den första musikfestivalen på Tullakrok hölls den 14–15 juni 1975. Festivalen var aldrig någon av de stora festivalerna i Sverige men den var den äldsta årligen återkommande musikfestivalen.
Exempel på artister som har uppträtt på festivalen var bland andra The Cardigans, The Hives, Bob Hund, The Ark, Petter, The Soundtrack of Our Lives, Broder Daniel, Träd, Gräs och Stenar, The Sounds, Backyard Babies, Wilmer X, Torsson, José González, och Svenska Akademien. Ett stående inslag var Little Stalin Bluesband, som hade rötterna i Ängelholm.
Förhållandet mellan Ängelholms kommun och Engelholms Musikforum var stundtals ansträngd, bland annat eftersom kommunen ansåg att föreningen inte kunde leva upp till polisens krav på bevakning. 2007 förvandlades musikfestivalen till en endagarsfestival i augusti, som blev ett fiasko. Den sista musikfestivalen arrangerades den 19–20 juli 2008. Musikfestivalen fick sedan ställas in på grund av att Engelholms Musikforum hade ekonomiska problem.

### Återkomsten
Sedan 2009 har försök gjorts för att återuppliva festivalen, i form av en picknick. Detta är dock ett fristående engagemang och arrangeras inte av någon förening.
Den 15 juli 2023 rapporterades det att festivalen kan vara på väg tillbaka året därpå, vilket i så fall sammanfaller med 50-årsjubileet av Engelholms Musikforums grundande. Festivalen fick 100 000 kronor i evenemangsstöd inför återuppståndelsen. På grund av för stora ekonomiska risker beslöt föreningen att enbart arrangera musikfesten en dag istället för två. Efter detta drog kommunen tillbaka 15 000 kr av stödet. Musikfestivalen hölls den 27 juli 2024.